# 翁焦尔·达尼埃尔
翁焦尔·达尼埃尔（匈牙利語：Angyal Dániel，1992年3月29日—），匈牙利男子水球运动员。他曾代表匈牙利国家队参加2020年夏季奥林匹克运动会水球比赛，获得一枚铜牌。